# Omar Lombardi
Omar Lombardi (* 16. September 1989) ist ein ehemaliger italienischer Straßenradrennfahrer.
Omar Lombardi gewann 2006 in der Juniorenklasse eine Etappe bei Tre Ciclistica Bresciana und wurde Zweiter in der Gesamtwertung. Im nächsten Jahr gewann er das Eintagesrennen Trofeo Città di Ivrea und wurde wieder Zweiter der Gesamtwertung bei Tre Ciclistica Bresciana. In der Saison 2010 konnte er eine Etappe beim Giro Ciclistico d’Italia für sich entscheiden. 2011 und 2012 ging Lombardi für das Professional Continental Team Colnago-CSF Inox an den Start.
Im Zuge der Dopingermittlungen der Staatsanwaltschaft von Padua wurde er verdächtigt, Kunde des umstrittenen Sportmediziners Michele Ferrari gewesen zu sein.

## Erfolge
2010
- eine Etappe Giro Ciclistico d’Italia

## Teams
- 2011–2012 Colnago-CSF Inox
- 2013 Utensilnord Ora24.eu (bis 29. August)